# عمر العمادی
عمر العمادی (انگلیسی: Omar Al-Amadi؛ زادهٔ ۵ آوریل ۱۹۹۵) یک بازیکن فوتبال اهل قطر است.